# كارلا ساكرامينتو
كارلا كريستينا باكيتي ساكرامينتو (بالبرتغالية: Carla Cristina Paquete Sacramento) هي عداءة مسافات متوسطة برتغالية من أصل ساوتومي ولدت في يوم 10 ديسمبر 1971 في لشبونة في البرتغال، أبرز إنجازاتها هو فوزها بالميدالية الذهبية في بطولة العالم لألعاب القوى 1997 في أثينا في سباق 1500 متر، كما فازت بالميدالية الفضية بنفس السباق في بطولة العالم لألعاب القوى 1995 في غوتنبيرغ في السويد، أفضل رقم شخصي في سباق 1500 متر هو 3:57.71 وألذي سجلته في سنة 1998.

## روابط خارجية
- كارلا ساكرامينتو على موقع الاتحاد الدولي لألعاب القوى (الإنجليزية)
- كارلا ساكرامينتو على موقع الاتحاد الأوروبي لألعاب القوى (الإنجليزية)
- كارلا ساكرامينتو على موقع رابطة إحصائيات سباق الطريق (الإنجليزية)
- كارلا ساكرامينتو على موقع اللجنة الأولمبية الدولية (الإنجليزية)
- كارلا ساكرامينتو على موقع أوليمبيديا (الإنجليزية)